# Morelos (État de Mexico)
Pour les articles homonymes, voir Morelos (homonymie).
Morelos est une ville et une municipalité de l'État de Mexico, au Mexique. 
Elle couvre une superficie de 222,76 km2 et comptait 29 862 habitants en 2015.